# خوان فوستر
خوان فوستر اورتیس (به اسپانیایی: Joan Fuster i Ortells) (زاده ۲۳ نوامبر ۱۹۲۲ (میلادی) - درگذشته ۲۱ ژوئن ۱۹۹۲ (میلادی)) یک نویسنده اسپانیایی است. عمده شهرت او به دلیل آفرینش اثر ما والنسیایی‌ها (Nosaltres, els valencians) است. وی از مشهورترین نویسندگان به زبان کاتالان به شمار می‌رود.